# ملعب كأس العالم بدايجون
ملعب كأس العالم بِدايجون هو ملعب كرة قدم يقع في مدينة دايجون الكورية الجنوبية. يسع الملعب لجلوس 40535 متفرج. يعتبر الملعب الرسمي الذي يخوض فيه نادي دايجيون سيتيزين مبارياته. اُفتتح الملعب في 13 سبتمبر 2001.